# Manuel Gonçalves Cerejeira
Manuel Gonçalves Cerejeira, né le 29 novembre 1888 à Lousado dans le district de Braga, Portugal, et mort le 2 août 1977 à Lisbonne, est un cardinal portugais du XXe siècle.

## Biographie
Manuel Gonçalves Cerejeira est professeur à l'université de Coimbra. Il est élu archevêque titulaire  de Mytilène (de) et suffragant de Lisbonne en 1928. En 1929 il est promu patriarche de Lisbonne. Il reste en poste jusqu'en 1971. Ami du premier ministre portugais Salazar, il soutient sa politique.
Le pape Pie XI le créé cardinal au consistoire du 16 décembre 1929. Mgr Cerejeira participe aux conclaves de 1939 (élection de Pie XII), de 1958 (élection de Jean XXIII) et de 1963 (élection de Paul VI). Il participe aussi au IIe concile du Vatican en 1962-1965. 
Le cardinal Cerejeira obtient l'établissement d'un concordat entre le Saint-Siège et le Portugal. Il est le fondateur de l'Université catholique du Portugal, inaugurée en 1967.
Son cardinalat (47 ans et 229 jours) est un des plus longs de l'histoire.